# From Detroit to st Germain
From Detroit to st Germain è un album in studio di St. Germain, pubblicato nel 1999.

## Tracce
Tutte le tracce sono state scritte e prodotte da Ludovic Navarre al Magic House Studio.
1. The Black Man – 5:30
2. Alabama Blues – 5:35
3. Walk So Lonely – 4:23
4. Jack On The Groove – 4:40
5. Prèlusion – 7:12
6. French – 5:45
7. How Do You Plead? – 6:41
8. Move – 6:50
9. Deep In It – 7:18
10. Soul Salsa Soul – 10:14
11. My Mama Said – 5:21
12. Dub Experience – 5:17